# USS Ranger (CV-4)
USS Ranger (CV-4) byla letadlová loď Námořnictva Spojených států, která působila ve službě v letech 1934–1946. Byla jedinou lodí své třídy a vůbec prvním americkým plavidlem, které bylo od počátku projektováno a stavěno jako letadlová loď. Z osmi amerických předválečných letadlových lodí byla jednou ze tří, která přežila druhou světovou válku (společně s USS Enterprise a USS Saratoga).
Šlo o relativně malou loď, svými rozměry blízkou první americké letadlové lodi USS Langley. Typická nástavba palubního můstku nebyla v původním návrhu zahrnuta a byla dodána až po dostavbě lodi. Její stavba byla zahájena 26. září 1931 v loděnicích Newport News Shipbuilding v Newport News ve Virginii, na vodu byla spuštěna 25. února 1933 a do služby zařazena 4. června 1934. Většinu období druhé světové války sloužila v Atlantském oceánu. K jejímu vyřazení došlo 18. října 1946, v roce 1947 byla prodána k sešrotování.